# Interstate 480 (Ohio)
Die Interstate 480 (kurz I-480) ist ein Interstate Highway, der eine Umgehungsstrecke für die Interstate 80 sowie den Ohio Turnpike zwischen North Ridgeville und Streetsboro auf einer Strecke von 67 Kilometern bildet.
Der Highway trägt offiziell den Namen Outerbelt South Freeway. 